# Bracco (Unternehmen)
Bracco ist ein italienisches Pharma- und Diagnostikunternehmen. Die Tochtergesellschaft Bracco Imaging (früher Dibra) ist weltweit führend in der Bildgebung.
Bracco wurde 1927 als Italiengeschäft der damaligen E. Merk KG unter dem Namen Italmerck gegründet. 2000 trennte sich der deutsche Mutterkonzern von seinen Anteilen, seitdem agiert Bracco eigenständig.
1934 wurde die Produktion von Ascorbinsäure (Cebion) aufgenommen. Nach dem Zweiten Weltkrieg wurde das Sulfonamid Sulfadimidin (Diazil) produziert. In den 1970ern wurde das Röntgen-Kontrastmittel Iopamidol entwickelt und 1981 auf den Markt gebracht. 1994 wurde Squibb Diagnostics von BMS übernommen. 2001 wurde Schwefelhexafluorid als (SonoVue) Ultraschall-Kontrastmittel etabliert.
Bei Pyrazinamid ist Bracco der größte Produzent weltweit.

## Bracco in Deutschland
Die Bracco Imaging Deutschland GmbH mit Sitz in Konstanz ist eine Vertriebsgesellschaft der Bracco-Gruppe. Sie ist spezialisiert auf die Vermarktung steriler Arzneimittel (v. a. Kontrastmittel) und beschäftigt etwa 50 Mitarbeiter.
Das Unternehmen wurde 2011 durch einen Betriebsübergang von der Nycomed GmbH (ehemals Altana Pharma) auf die Bracco Imaging S.p.A. gegründet.